# Maradi (Region)
Die Region Maradi ist eine der sieben Regionen Nigers und liegt im Süden des Landes. Ihre Hauptstadt ist Maradi. Die Region hat 3.402.094 Einwohner (2012).

## Geographie

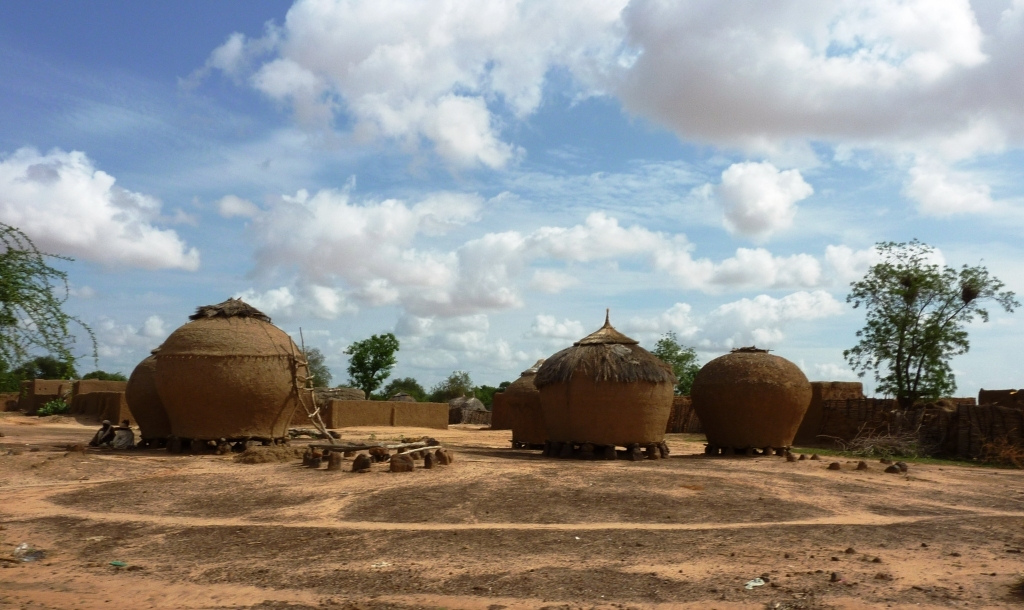
Ein Dorf in der Region Maradi (2010)

Maradi grenzt im Westen an die Region Tahoua, im Norden an die Region Agadez, im Osten an die Region Zinder und im Süden an die nigerianischen Bundesstaaten Katsina, Sokoto und Zamfara. In geologischer Hinsicht ist die Region dem Erdzeitalter Mesozoikum zuzurechnen.
Die Region Maradi ist in die acht Departements Aguié, Bermo, Dakoro, Gazaoua, Guidan Roumdji, Madarounfa, Mayahi und Tessaoua unterteilt.

## Geschichte
Die Region Maradi geht auf die französische Kolonialzeit zurück. Im Juli 1922 wurde Niger in neun Kreise (cercles) gegliedert, die aus Unterabteilungen (subdivisions) bestanden. Der Kreis Maradi setzte sich aus den Unterabteilungen Maradi, Dakoro und Tessaoua zusammen. Nach der Unabhängigkeit Nigers im Jahr 1960 wurde die Kreise am 1. Januar 1961 durch 31 Bezirke (circonscriptions) ersetzt.
Der unmittelbare Vorgänger der Region Maradi war das Departement Maradi, das durch eine am 1. Oktober 1965 in Kraft getretene Verwaltungsreform geschaffen wurde, die Niger in sieben Departements (départements) gliederte. Die damaligen Departements wurden schließlich am 14. September 1998 in Regionen (régions) umgewandelt, die in ihrerseits Departements unterteilt sind.
Die Region war von der Hungerkrise in Niger in den Jahren 2004–2006 betroffen.

## Politik

### Gouverneur
An der Spitze der Region steht ein vom Ministerrat Nigers ernannter Gouverneur. Er vertritt den Gesamtstaat. Vor der Umwandlung in eine Region wurde das Gebiet nicht von einem Gouverneur, sondern von einem Präfekten geleitet.
Liste der Präfekte (1966–2004)
- 1966–1970: Ibrahim Attimou
- 1970–1972: Zada Niandou
- 1972–1974: Idé Yacouba
- 1974–1976: Moustapha Tahi
- 1976–1979: Mamadou Tandja
- 1979–1980: Amadou Seyni Maïga
- 1980–1981: Adamou Arouna
- 1981–1983: Dandi Abarchi
- 1983–1984: Abdou Idé
- 1984: Rhoni Issifou
- 1984–1988: Amadou Seyni Maïga
- 1988–1989: Torda Haïnikoye
- 1989–1991: Illias Almahady
- 1991: Bagnou Beido
- 1991–1992: Rabiou Daouda
- 1992–1993: Maman Yahaya
- 1993–1993: Idi Malé
- 1995–1996: Mahamadou Karidio
- 1996–1997: Mallam Oubandawaki
- 1997–1999: Aboubacar Algoumaret
- 1999–2000: Abdou Sidikou Issa
- 2000–2001: Ali Akilou
- 2001–2004: Ibrahim Belko

Liste der Gouverneure (seit 2004)
- 2004–2007: Ibrahim Belko
- 2007–2010: Chaibou Ali Maazou
- 2010–2011: Garba Maïkido
- 2011–2013: Sidi Mohamed
- 2013: Moussa Alhousseini
- 2013–2014: Amadou Babalé
- 2014–2016: Abdou Mamane[4]
- 2016–2021: Oumarou Zakari[5]
- 2021–2023: Chaïbou Aboubacar[6]
- seit 2023: Issoufou Mamane[7]

### Regionalrat

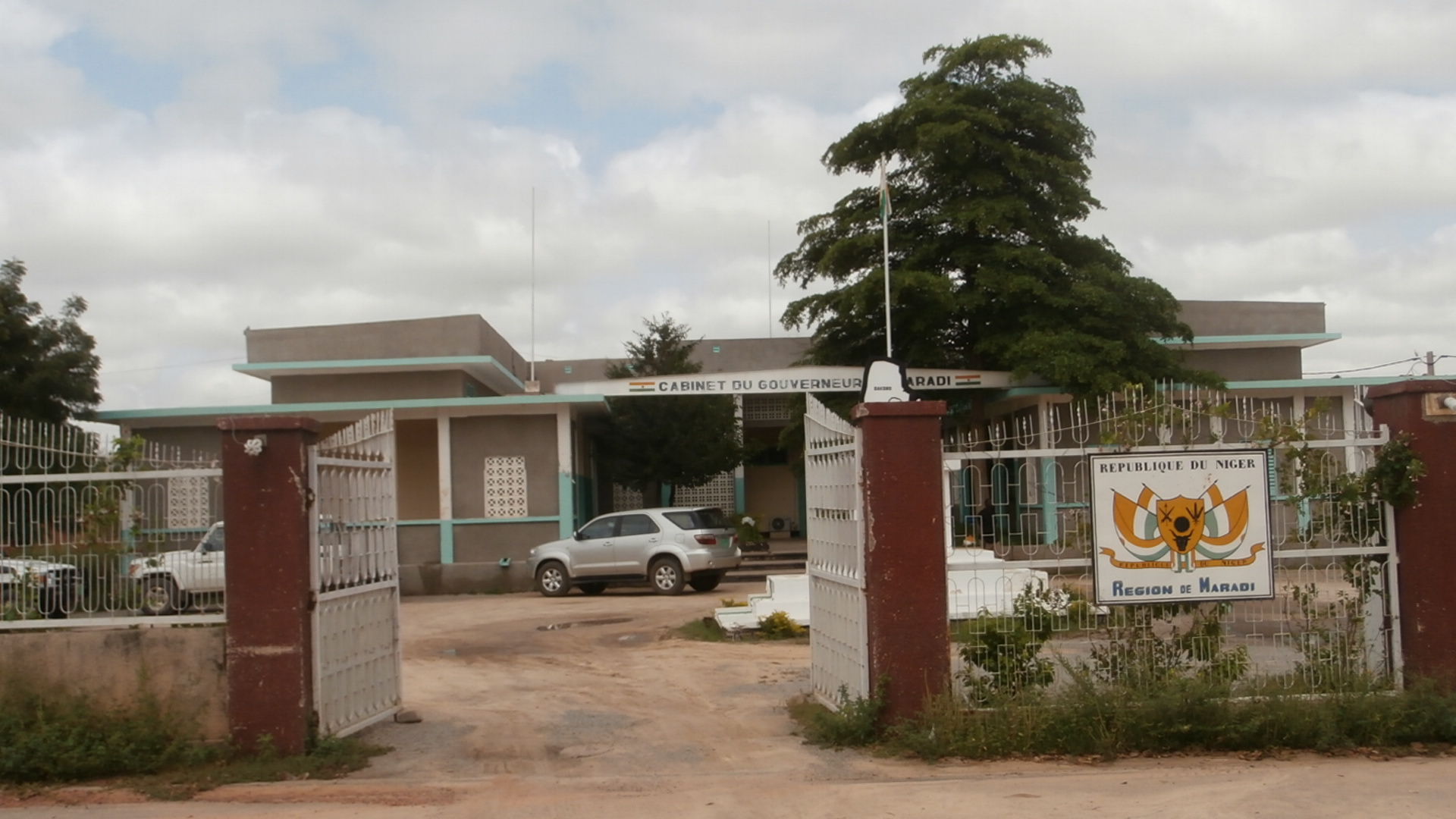
Sitz des Gouverneurs der Region Maradi (2013)

Der Regionalrat (conseil régional) von Maradi ist ein Organ der Deliberation. Er setzt sich aus gewählten Mitgliedern und Mitgliedern von Rechts wegen zusammen. Letztere, die nicht mehr als ein Fünftel der durch Wahl vergebenen Sitze einnehmen dürfen, sind Vertreter der chefferie traditionnelle, der traditionellen Herrscher. Dazu zählen beispielsweise die Sultane von Maradi und Tibiri. Der Regionalrat von Maradi hat 41 gewählte Mitglieder.
Der Präsident des Regionalrats (président du conseil) und dessen ein bis zwei Stellvertreter sind ein Organ der Exekutive in der Region.

## Bevölkerung

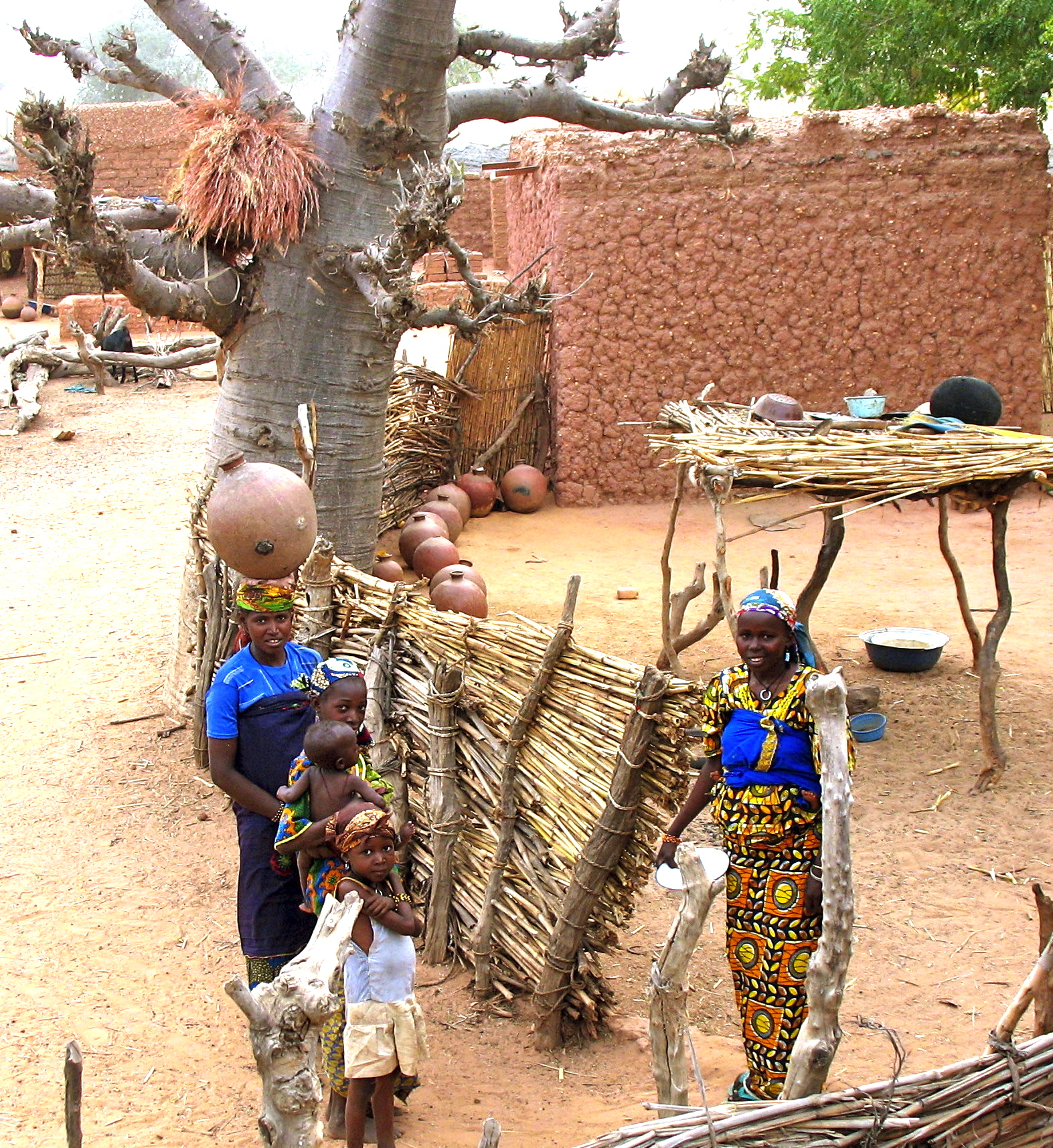
Hausa-Frauen in einem Dorf in der Region Maradi (2009)

Das Gebiet der Region Maradi hatte 1960, im Jahr der Unabhängigkeit Nigers, etwa 561.000 Einwohner. Die Volkszählung 1977 ergab 949.747 Einwohner, die Volkszählung 1988 1.385.170 Einwohner und die Volkszählung 2001 2.235.748 Einwohner. Die Volkszählung 2012 ergab 3.402.094 Einwohner.
In Maradi leben die im Vergleich zu den anderen Regionen Nigers zahlen- und anteilsmäßig meisten Hausa. Dieser Volksgruppe gehören 88 % der Gesamtbevölkerung der Region an. Weitere Volksgruppen in Maradi sind die Fulbe mit 8 % und die Tuareg mit 3 %.

## Wirtschaft und Infrastruktur
Der südlichste Teil der Region Maradi wird auch „Brotkorb des Niger“ genannt; hier werden Tabak, Erdnüsse, Weizen, Soja und Baumwolle angebaut sowie die Grundnahrungsmittel des Landes, Hirse und Augenbohnen.
In der Region Maradi gibt es 2349 Grundschulen, davon sind 31 Privatschulen. Die Brutto-Einschulungsrate betrug im Schuljahr 2009/2010 75,3 % (landesweit 72,9 %), bei Mädchen 62,4 % (landesweit 63,9 %). Auf einen Grundschullehrer kamen durchschnittlich 45 Schüler (landesweit 39). Die Grundschulabschlussrate betrug 50,3 % (landesweit 49,3 %), bei Mädchen 41,5 % (landesweit ebenfalls 41,5 %).